# Pino (Alta Córcega)
Pino es una comuna y localidad de Francia, en la región de Córcega, departamento de Alta Córcega, distrito de Bastia, cantón de Capobianco.

## Geografía
Se trata de una aldea situada en el flanco de la montaña, en el centro de la parte occidental Cap Corse.

## Demografía
- 1940= 265
- 1941= 269
- 1942= 200
- 1943= 137
- 1944= 143
- 1945= 150

Población de hecho (sans doubles comptes).